# 8th Wonderland
 8th Wonderland és una pel·lícula francesa, dirigida per Nicolas Alberny i Jean Mach, estrenada el 2008.

## Argument
8th Wonderland gira al voltant de un país virtual que és fundat en línia per centenars de persones des de tot el món. Aquesta gent estava cansada d'escoltar discursos avorrits de polítics que volen actuar i canviar el món amb les seves accions. 8th Wonderland vota setmanalment i la gent decideix les pròximes accions per exemple, posen màquines automàtiques de preservatius al Vaticà, s'imprimeix i es distribueix una bíblia de Darwin, i s'evita un tractat sobre energia nuclear entre Rússia i l'Iran per un intèrpret fals de 8th Wonderland.
També els jugadors de futbol professionals han de treballar en una fàbrica xinesa on els nens treballen en terribles circumstàncies, fabricant sabates. Naturalment aquestes accions es divulguen pels mitjans de comunicació internacionals de manera que el servei secret comença a parar atenció al grup. De cop i volta, un impostor pretén ser el fundador de 8th Wonderland per fer servir més tard la seva popularitat per la seva pròpia campanya. Ara els ciutadans de 8th Wonderland han d'actuar per salvar la cara de la seva comunitat.

## Repartiment
- Matthew Géczy: John Mc Clane
- Alain Azerot: César
- Robert William Bradford: David
- Eloïssa Florez: Isabella
- Alexandre Guégan: inspector de l'Irs
- Ahlima Mhamdi: Rachida
- Michael Hofland: Karel
- Luca Lombardi: Giovanni
- Dimitri Michelsen: Dawson
- Irina Ninova: Ludmila
- Lætitia Noyon: Andie
- Gérald Papasian: Ahmed
- Pierre-Luc Scotto: Alain
- Nicolas Vayssié: Esteban
- Jesse Joe Walsh: l'impressor
- Évelyne Macko: Yuichira
- Nikos Aliagas: un periodista grec
- Amanda Lear: una periodista italiana
- Julien Lepers: ell mateix, el presentador de Question per un champion

## Rebuda
En el les diferents preestrenes, la pel·lícula ha rebut una acollida favorable del públic i de la premsa.

## Declaracions dels directors
- Entrevista amb Nicolas Alberny i Jean Mach, realitzada el 16 d'abril de 2009 al lloc Divergences.be

## Distinció
- Menció especial del Jurat al Festival internacional de cinema fantàstic de Brussel·les 2009.[2]
- Washington - Festival International Politics on Film - 2009

-Premi de la Millor Pel·lícula Internacional
- Montreal - Festival Internacional Fantasia - 2009

-Premi al Millor Guió
-Premi al Públic de la Millor Pel·lícula Internacional
-2n Premi del Públic a la Pel·lícula més innovadora
- Tours - Festival International Cinéma i Politique – 2009

-Premi a la Millor Pel·lícula Internacional
-Premi a la Millor Pel·lícula Internacional (Jurat Joves)
- Phoenix - Festival Internacional del cinema de terror i de Ciència-ficció - 2009

-Premi al Millor Guió

## Al voltant de la pel·lícula
- El rodatge ha tingut lloc del 9 de maig de 2007 al 8 d'agost de 2007 a :
  - Fontenay-sous-Bois (estudi)
  - París (interiors i exteriors)
  - Montpeller (interiors i exteriors)
- Un lloc internet basat en la idea de la pel·lícula ha vist la llum a http://www.8thwonderland.com